# Резник, Николай Иванович
Николай Иванович Резник (30 июля 1948 года, с. Балахоновское Кочубеевского района Ставропольского края — 23 декабря 2008 года, Москва) — российский военный деятель, генерал-полковник (2003).

## Биография
С 1971 года проходил службу в Вооружённых Силах СССР (Ленинградский, Забайкальский и Одесский военные округа, Группа советских войск в Германии) на должностях заместителя командира роты по политчасти, пропагандиста, секретаря парткома мотострелкового полка, заместителя командира полка по политчасти, заместителя командира дивизии по политчасти — начальника политотдела дивизии.
В 1989—1991 гг. — прикомандирован к Комитету партийного контроля при ЦК КПСС.
В 1991—1993 гг. — начальник факультета, начальник отдела кадров Гуманитарной академии Вооружённых Сил (б. Военно-политическая академия имени В. И. Ленина).
В 1993—1997 гг. — начальник направления Главного управления кадров и военного образования Министерства обороны РФ.
В 1997—1999 гг. — начальник отдела аппарата Совета Безопасности РФ.
В 1999—2000 гг. — начальник управления — заместитель начальника Главного управления кадров Министерства обороны РФ.
В 2000—2002 гг. — первый заместитель начальника Главного управления кадров Министерства обороны РФ.
С 22 июня 2002 года по 2007 год — начальник Главного управления воспитательной работы Вооружённых Сил Российской Федерации.
С 2007 г. — советник министра обороны России.
Умер 23 декабря 2008 в госпитале им. Вишневского после месяца пребывания в коме. Генерал-полковник Николай Резник был избит неизвестными преступниками, вооружёнными бейсбольными битами, когда находился на собственной даче.
Был женат, двое детей (сын и дочь).

## Образование
- Новосибирское высшее военно-политическое общевойсковое училище (1971)
- Военно-политическая академия им. В. И. Ленина (1980)
- Российская академия государственной службы при Президенте РФ (1995)

Кандидат экономических наук. Доктор политических наук.

## Награды
- Орден «За военные заслуги»
- Медаль «За боевые заслуги»
- Медаль «100 лет профсоюзам России» Федерации независимых профсоюзов России, (14 июля 2006 года) — за активную поддержку социальных программ профсоюза военнослужащих, развитие сотрудничества и взаимодействия с ФНПР[2]